# Campina Grande
Campina Grande és una ciutat de l'estat brasiler de Paraíba. Seva població total és 419.379  habitants en 2022.
Considerat un dels principals centres industrials de la regió nord-est i el major pol tecnològic d'Amèrica del Sud segons la revista Newsweek. Campina Grande va ser fundada l'1 de desembre de 1697 i va ser elevada a categoria de ciutat l'11 d'octubre de 1864.
La ciutat té una agenda cultural variada, on es destaca la celebració de Sant Joan, que tenen lloc durant el mes de juny (anomenat "El major Sant Joan del món") i el Micarande, un dels més tradicionals dels carnavals fos de temporada país. Durant el carnestoltes hi ha la Trobada per a la Consciència Cristiana - un dels majors congressos d'Apologètica Cristiana, i la reunió de la "Nova Consciència", una trobada ecumènica. També hi ha el Festival d'Hivern -el Festival de Cinema de Campina Grande- i molts altres.